# Deus caritas est
Deus caritas est (hrv. Bog je ljubav) enciklika je pape Benedikta XVI. predstavljena u Vatikanu 25. siječnja 2006., kao prva u njegovom pontifikatu. U njoj Papa razmišlja o odnosu između svjetovnog i kršćanskog shvaćanja ljubavi, potiče na aktivnije svjedočenje kršćana u društvu, prije svega promicanjem društvene pravde.

## Sadržaj enciklike
Deus caritas est nastupna je enciklika pape Benedikta XVI. Joseph Ratzinger već je otprije svrstan među najveće suvremene teologe, a to dolazi do izražaja i u ovoj enciklici. Papa preuzima temu iz Prve Ivanove poslanice (14,6): »Bog je ljubav, i tko u ljubavi ostaje, u Bogu ostaje, i Bog u njemu«, i obrađuje ju u dva dijela.
U prvom dijelu enciklike papa filozofski, filološki i teološki obrađuje pojam «ljubav» te polazeći od starogrčkog pojma «eros», koji označava poglavito tjelesnu ljubav, analizira različite oblike ljudske ljubavi. Svoje razmatranje uzdiže na koncu do nadnaravne ljubavi između Boga i čovjeka.
U drugom dijelu enciklike papa naglašava da Crkva treba izvršavati zapovijed ljubavi koju je dobila od svog Učitelja, Isusa Krista. Ona to čini preko karitativne djelatnosti, započete još u prvim stoljećima svog postojanja u obliku službe pomaganja potrebitima koja se zvala «diakonia». Nakon ukazivanja na neka pogrešna shvaćanja karitativnog rada Crkve tijekom povijesti, u okviru čega podsjeća na dugu i plodnu tradiciju socijalnog nauka Crkve, papa pojašnjava što bi on uistinu trebao biti, te encikliku završava poticajem na molitvu kojom karitativni rad treba biti nadahnut i hranjen.

## Vanjske poveznice
Mrežna mjesta
- Internet stranice Svete stolice
- Enciklika na hrvatskom, engleskom, francuskom, njemačkom, talijanskom, latinskom, poljskom, portugalskom i španjolskom jeziku
- Deus caritas est na hrvatskom u pdf formatu  Arhivirana inačica izvorne stranice od 16. veljače 2021. (Wayback Machine)